# Цеденик
Цеденик (нем. Zehdenick) — город в Германии, в земле Бранденбург.
Входит в состав района Верхний Хафель.  Занимает площадь 221,51 км². Официальный код — 12 0 65 356.

## Население
| Год  | Население |
| ---- | --------- |
| 1990 | 16 980    |
| 1995 | 16 077    |
| 2000 | 15 443    |
| 2005 | 14 607    |
| 2010 | 13 830    |
| 2015 | 13 409    |
| 2020 | 13 307    |

## Районы города
Помимо центральной части Цеденик имеет тринадцать входящих в его состав частей:
| Часть                    | Кол-во жителей | Дата включения   |
| ------------------------ | -------------- | ---------------- |
| Бадинген (Badingen)      | 705            | 26 октября 2003  |
| Бергсдорф (Bergsdorf)    | 509            | 31 декабря 2001  |
| Бургвалль (Burgwall)     | 263            | 26 октября 2003  |
| Каппе (Kappe)            | 195            | 26 октября 2003  |
| Кляйн-Муц (Klein-Mutz)   | 551            | 26. октября 2003 |
| Кревелин (Krewelin)      | 324            | 26 октября 2003  |
| Куртшлаг (Kurtschlag)    | 320            | 26 октября 2003  |
| Мариенталь (Marienthal)  | 462            | 26 октября 2003  |
| Мильденберг (Mildenberg) | 832            | 26 октября 2003  |
| Риббек (Ribbeck)         | 167            | 31 декабря 2001  |
| Фогельзанг               | 104            | 31 декабря 2001  |
| Везендорф (Wesendorf)    | 265            | 26 октября 2003  |
| Цабельсдорф (Zabelsdorf) | 291            | 26 октября 2003  |

## Галерея
- Цеденик
- Ратуша
- Хафель
- Башня Бисмарка
- Церковь Бергсдорф
- Церковь Кляйн-Муц
- Церковь Кревелин
- Церковь
- Бывший кирпичный завод (ныне музей)
- Церковь Каппе
- Церковь Куртшлаг
- Церковь Везендорф